# Безпілотний наземний транспортний засіб

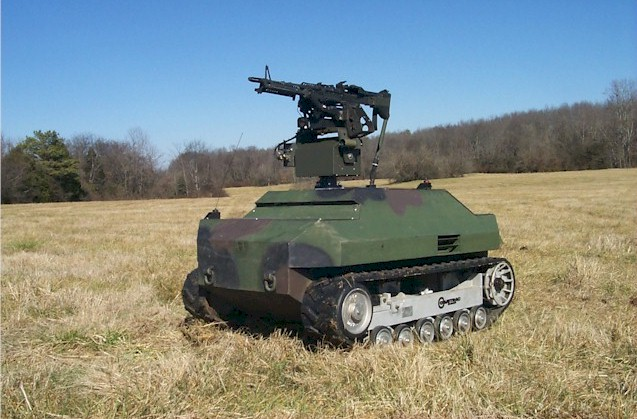
Тактичний БНТЗ «Гладіатор».

Безпіло́тний назе́мний тра́нспортний за́сіб (БНТЗ) (англ. unmanned ground vehicle, UGV) або Наземний роботизований комплекс (НРК) — це наземний транспортний засіб, який функціонує без наявності на борту людини. БНТЗ можуть бути використані для багатьох задач, якщо це може бути незручним, небезпечним або неможливим для присутності людини. Як правило, таким транспортним засобом дистанційно керує людина-оператор, спостерігаючи за оточенням через датчики цього транспортного засобу, однак роботизований транспортний засіб може мати можливість до повністю автономної дії.
БНТЗ є наземним аналогом безпілотних літальних апаратів та дистанційно керованих підводних транспортних засобів. Безпілотна робототехніка активно розробляється як для цивільного, так і для військового використання, щоб виконувати різноманітні нудні, брудні та небезпечні завдання.

## Історія

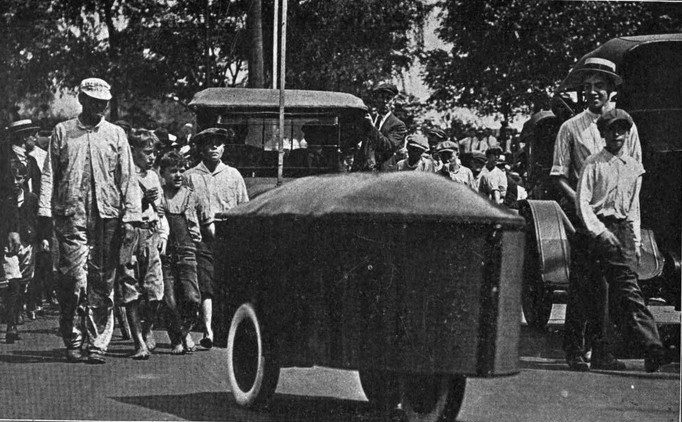
Радіокерований автомобіль. Дейтон, штат Огайо, 1921 рік.

Робоча машина з дистанційним управлінням була зареєстрована в жовтні 1921 року в журналі World Wide Wireless RCA. Автомобіль був безпілотний і керований бездротовим способом через радіо; припускали, що технологія може бути удосконалена до танків. У 1930-х роках у СРСР розробили телетанк — танк з автоматичним рухом, дистанційно керований через радіостанцію з іншого танка. Їх використовували в Радянсько-фінській війні (1939—1940 рр.) проти Фінляндії та на Східному фронті Другої світової війни після того, як Німеччина вторглася в СРСР у 1941 році. В 1941 році британці розробили радіоконтрольовану версію свого піхотного танку Matilda II. Відомий як «чорний принц», він був би використаний для вогню з прихованих протитанкових гармат або для місій знесення. Через витрати на перетворення системи трансмісії бака в коробки передач типу Вільсона було скасовано замовлення на 60 цистерн.
З 1942 року німці використовували гусеничні самохідні міни «Голіят». «Ґоліят» — це невеликий гусеничний транспортний засіб, що містив 60 кг вибухонебезпечного заряду, яким керував оператор через кабельну лінію зв'язку. Їх прототип — мініатюрний французький гусеничний транспорт, який був знайдений після того, як Франція була розбита в 1940 році. Комбінація вартості, низької швидкості, залежність від кабелю для контролю та слабкий захист від зброї зумовили недостатню ефективність «Голіяту».[джерело?]
Перші великі зусилля з розробки мобільних роботів беруть початок у 1960-х роках. Тоді був створений рухомий апарат Shakey як результат досліджень, проведених в Агентстві передових дослідницьких проєктів (DARPA). Shakey була колісною платформою, яка мала телекамеру, датчики та бортовий обчислювач, що забезпечували керування навігаційними завданнями, дозволяли підбирати дерев'яні блоки і розміщувати їх у певних областях за командами оператора.[джерело?]
Кількість роботів, використовуваних під час війни в Іраку, зросла зі 150 одиниць у 2004 році до 5000 у 2005, на кінець 2005 року вони знешкодили понад 1000 придорожніх вибухових пристроїв. До 2013 року армія США закупила 7000 таких машин, 750 були знищені.
Першою серійною наземною бойовою платформою у США став TALON, що може мати оснащуватись кулеметом, гранатометом, снайперською гвинтівкою, маніпулятором тощо. На 2014 рік Армія та Національна гвардія США отримали близько 353 таких платформ.
Під час російського вторгнення в Україну (з 2022) військові БНТЗ набули поширення, переважно для перевезення вантажів і поранених. Наземні безпілотники є менш помітними за автотранспорт і знижують ризики для особового складу. Відомо про використання численних волонтерських розробок та деяких серійних зразків, як естонська THeMIS, українська «Рись» та чеська Trail-Blazer.

## Дизайн
Безпілотні наземні транспортні засоби, як правило, включають в себе наступні компоненти: платформу, датчики, системи керування, інтерфейс наведення, комунікаційні зв'язки та функції системної інтеграції.

### Платформа
Платформа може бути заснована на конструкції всесезонного автомобіля та включає в себе апарат рушія, датчики та джерело живлення. Треки, колеса та ноги — це загальні форми пересування. Крім того, платформа може включати шарнірне тіло, а деякі з них з'єднані з іншими блоками.

### Датчики
Основною метою датчиків БНТЗ є навігація, інша — виявлення середовища. Датчики можуть включати компаси, одометри, інклінометри, гіроскопи, камери для тріангуляції, лазерні та ультразвукові далекоміри та інфрачервоні технології.

### Системи управління
Безпілотні наземні транспортні засоби, як правило, вважаються віддаленими та автономними, хоча наглядовий контроль також використовується для позначення ситуацій, коли існує комбінація прийняття рішень від внутрішніх систем БНТЗ та віддаленого оператора-людини.

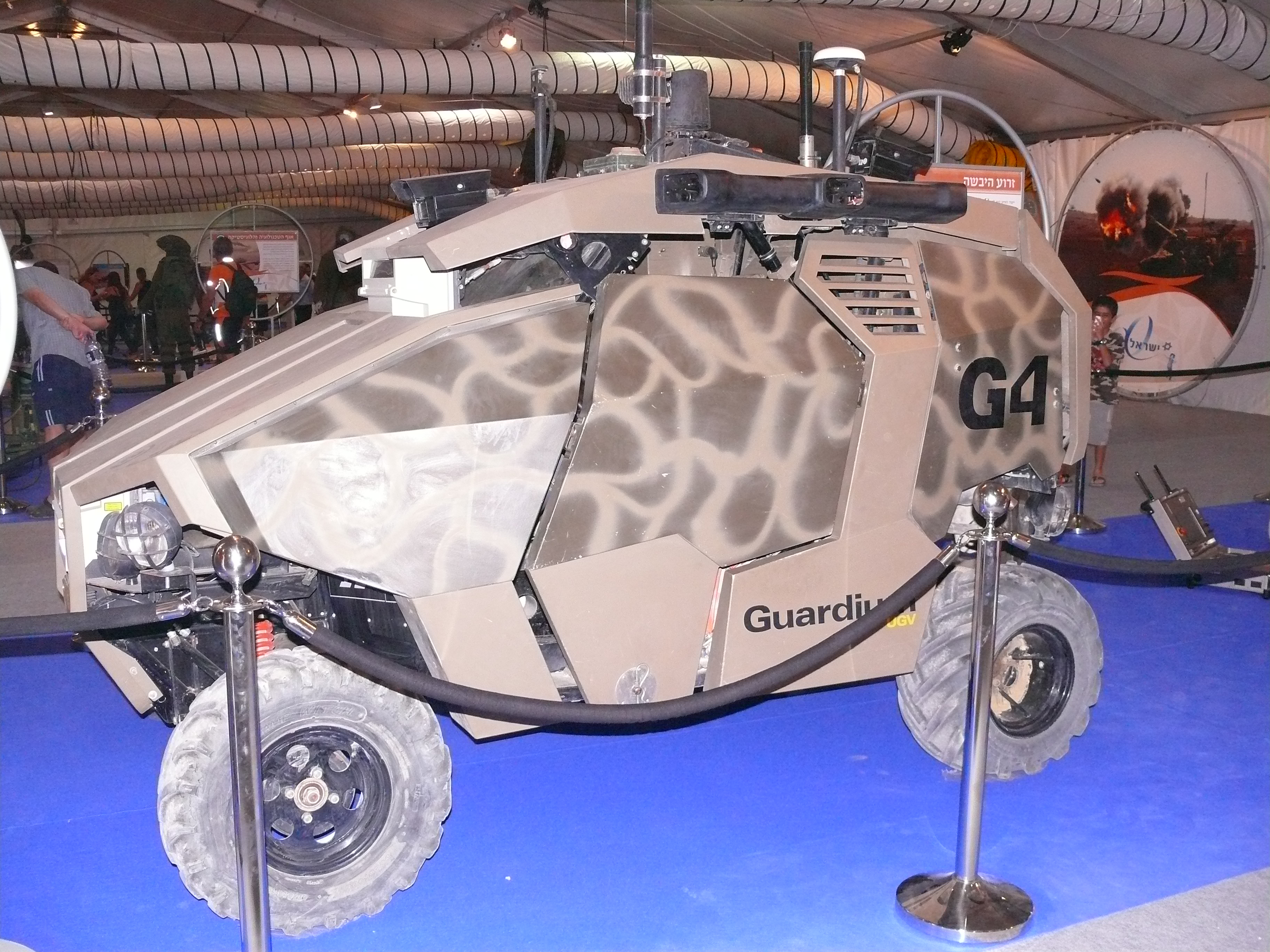
Guardium що використовується силами ізраїльських сил оборони для участі в операціях з охорони кордонів.

#### Дистанційне керування

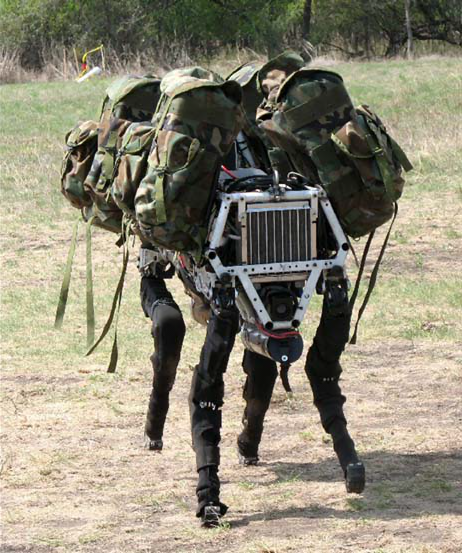
Робот компанії Boston Dynamics розроблявся як мул, який може перетинати складну місцевість.

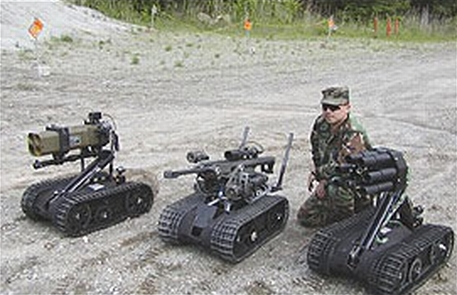
Підрозділи Foster-Miller TALON SWORDS (бойовий робот) обладнані різними видами зброї.

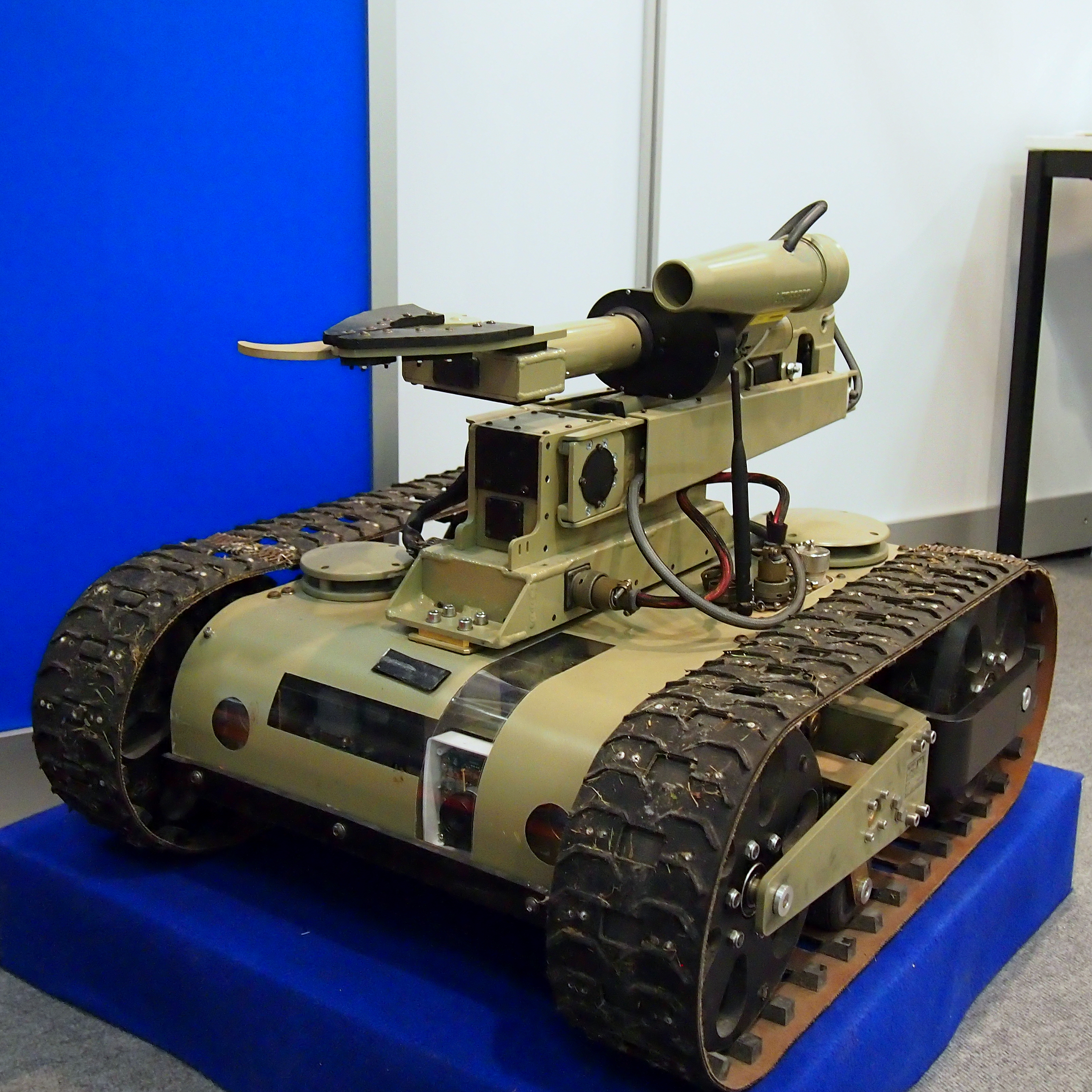
БНТЗ «Леопард Б» компанії EuroLink Systems.

Дистанційно керований БНТЗ — це транспортний засіб, який управляється оператором людини через інтерфейс. Всі дії визначаються оператором на основі прямого візуального спостереження або віддаленого використання датчиків, таких як цифрові відеокамери. Основним прикладом принципів дистанційного керування буде дистанційно керований іграшковий автомобіль. Для дистанційного керування сучасними БНТЗ використовують засоби радіозв'язку.

#### Автономний БНТЗ
Автономний БНТЗ є, по суті, автономним роботом, який працює без потреби в контролі людини, спираючись на технології штучного інтелекту. Автомобіль використовує свої датчики для розробки певного обмеженого розуміння навколишнього середовища, який потім використовується алгоритмами керування для визначення наступної дії, яку слід враховувати в контексті поставленої місією завдання. Це повністю виключає необхідність будь-якої людини спостерігати за тим, як БНТЗ виконує дії.
Повністю автономний робот здатен:
- збирати інформацію про навколишнє середовище, наприклад, створювати карти внутрішніх приміщень у будівлях;
- визначати цільові об'єкти, такі як люди та транспортні засоби;
- подорожувати між точковими пунктами без допомоги навігації;
- працювати тривалий термін без втручання людини;
- уникати ситуацій, які шкідливі для людей, власності чи себе, якщо вони не є частиною його бойових завдань;
- знімати зброю або вилучати вибухові речовини;
- ремонтувати себе без сторонньої допомоги.

Робот також може самонавчатися. Автономне навчання включає в себе здатність:
- навчатися або отримувати нові можливості без зовнішньої допомоги;
- налаштовувати стратегію на основі оточення;
- пристосовуватись до оточення без зовнішньої допомоги;
- розробляти етичний погляд на цілі місії.

Одним з найбільш важливих аспектів, які слід враховувати при розробці збройних автономних машин, є відмінність між комбатантами та цивільними особами. Якщо  розгортання роботів неправильно виконано, це може бути шкідливим. Це особливо вірно в сучасну епоху, коли комбатанти часто навмисно маскують себе цивільними, щоб уникнути виявлення. Навіть якщо робот підтримує точність 99 %, кількість втрачених цивільних людей може бути катастрофічною. Через це малоймовірно, що будь-які повністю автономні машини будуть спрямовані в бойове озброєння, принаймні, поки не може бути розроблено задовільне рішення.

## Використання
В даний час існує велика кількість БНТЗ. Переважно вони використовуються для заміни людей у небезпечних ситуаціях, таких як знешкодження вибухових речовин та вибухових пристроїв, де потрібна додаткова сила чи малий розмір, або де люди не можуть легко рухатися. Військові програми включають спостереження, розвідку та вогневе ураження цілей. Вони також використовуються в таких галузях, як сільське господарство, видобування та будівництво.
БНТЗ також розробляються для операцій з підтримання миру, наземного спостереження, проведення поліцейських та військових операцій у містах. Крім того, БНТЗ використовують у рятувальних місіях, вперше вони були задіяні для рятувальних робіт після терористичного акту 11 вересня 2001 року на Ground Zero.

### Космічні програми
Проєкт Mars Exploration Rover в NASA включає в себе два БНТЗ, «Спіріт» ї «Оппортьюніті», які як і раніше виходять за рамки оригінальних параметрів проєктування. Це пов'язано з надлишковими системами, ретельним поводженням і прийняттям рішень на довгостроковій основі. Марсоходи «Оппортьюніті» і «Спіріт», шестиколісні наземні апарати, що працюють на сонячній енергії, були запущені в липні 2003 року і вирушили на протилежні сторони Марса в січні 2004 року. Марсохід «Спіріт» працював номінально, поки він не потрапив у пастку глибокого піску в квітні 2009 року, що триває більш ніж 20 разів довше очікуваного. Працював більше 12 років, ніж передбачуваний термін служби у три місяці. Марсохід «К'юріосіті» вирушив на Марс у вересні 2011 року, і його первісна дворічна місія з тих пір була продовжена на невизначений термін.

### Цивільні та комерційні програми
Серед цивільних застосувань БНТЗ слід вказати автоматизацію процесів у виробничих середовищах. Вони також були розроблені як автономні екскурсоводи для Музею природної історії Карнегі та Національної виставки Швейцарії.

#### Сільське господарство
БНТЗ є одним з типів сільськогосподарських роботів. Збиральний трактор може працювати цілодобово, що дозволяє обробляти короткі ділянки для збору врожаю. БНТЗ також використовуються для обприскування та розрідження. Вони також можуть бути використані для моніторингу здоров'я сільськогосподарських культур та худоби.

#### Виробництво
У виробничому середовищі БНТЗ використовують для транспортування матеріалів. Вони часто автоматизовані. Аерокосмічні підприємства використовують ці машини для точного позиціювання та транспортування важких, великогабаритних деталей між виробничими станціями, що є менш трудомістким, ніж використання великих кранів, і дозволяє уникати залучення людей до небезпечних зон.

#### Гірнича справа
БНТЗ можуть бути використані для проходження та картування тунелів. Об'єднавши радарні, лазерні та візуальні датчики, БНТЗ здійснюють 3D-картографування у відкритих шахтних рудниках.

#### Постачання
У системі управління складами БНТЗ мають широкий спектр використання: перевезення та розкладання вантажів за допомогою автономних вантажопідйомних пристроїв, сканування та інвентаризація.

#### Аварійне реагування
БНТЗ використовуються в багатьох надзвичайних ситуаціях, включаючи пошуково-рятувальні операції, пожежогасіння та реагування на ядерну зброю. Після аварії 2011 року на Фукусімській АЕС-1 в Японії  БНТЗ використовувалися  для картографування та структурної оцінки в районах з надмірним випромінюванням, що підтверджують присутність людини.

### Військове застосування
Безпілотні наземні платформи на полі бою застосовують для мінімізації ризику для особового складу: наприклад, для вогневої підтримки, розвідки, логістики, евакуації поранених, розмінування тощо. Також існують проєкти, що передбачають автономне застосування класичної військової техніки, як вантажівки. Існують припущення, що озброєні бойові роботи в перспективі можуть замінити солдатів.
Приклад успішного застосування СОУ на полі бою, зокрема воїнами 93 омбр "Холодний Яр":  "... штурм роботизованими системами, які все більше використовуються нашими бійцями в бойових діях. Робот вів стрільбу з кулемета, з якого в гучномовець звучало "****кій салдат здавайся"

## Зовнішні посилання
- Unmanned Ground Vehicles, Intelligent Vehicle Systems, Southwest Research Institute. [Архівовано 14 травня 2016 у Wayback Machine.]
- Unmanned Ground Vehicle/ RGIT Workshop 2011 [Архівовано 11 лютого 2017 у Wayback Machine.]
- How Military Robots Work [Архівовано 6 жовтня 2017 у Wayback Machine.]
- Unmanned and Downrange Technology Today, Summer 2012. [Архівовано 9 травня 2014 у Wayback Machine.]
- Small Unit Mobility Enhancement Technology (SUMET) [Архівовано 8 травня 2014 у Wayback Machine.]
- Sathiyanarayanan. Unmanned Ground Vehicle. Архів оригіналу за 11 лютого 2017. Процитовано 15 грудня 2017.
- Мірошниченко, Богдан (17 квітня 2024). Україна збирає армію роботів. Коли вони вступлять у бій?. Економічна правда. Архів оригіналу за 18 квітня 2024.